# Gilbert Fuchs
Gilbert Fuchs (ur. 1871 w Grazu, zm. 1952) – niemiecki łyżwiarz figurowy.
Wygrał pierwsze mistrzostwa świata w 1896 roku w Petersburgu. Od 1895 roku do 1909 czterokrotnie wziął udział w mistrzostwach Europy w łyżwiarstwie figurowym.
Jest autorem jednego z pierwszych podręczników o łyżwiarstwie figurowym pt. Teoria i praktyka jazdy figurowej na lodzie.

## Sukcesy
- Mistrzostwa świata w łyżwiarstwie figurowym:
  - 1896 – 1. miejsce
  - 1898 – 3. miejsce
  - 1901 – 2. miejsce
  - 1906 – 1. miejsce
  - 1907 – 3. miejsce
  - 1908 – 2. miejsce
- Mistrzostwa Europy w łyżwiarstwie figurowym:
  - 1895 – 3. miejsce
  - 1901 – 2. miejsce
  - 1907 – 2. miejsce
  - 1909 – 2. miejsce